# Всемирная конфедерация подводной деятельности
Всемирная конфедерация подводной деятельности (фр. Confédération Mondiale des Activités Subaquatiques, CMAS) — международная организация, объединяющая национальные федерации подводного спорта и дайвинга. CMAS является общепризнанной международной организацией, отвечающей за деятельность в сфере подводного спорта. Также CMAS имеет координирующую функцию в сфере рекреационного дайвинга и подводного туризма.
Задачи CMAS — достижение договоренности, взаимопризнания и сотрудничества между национальными федерациями разных стран, независимыми международными ассоциациями и обучающими агентствами, действующими в сфере дайвинга и подводного спорта.
В настоящее время учебные материалы и программы обучения, разработанные Конфедерацией подводной деятельности России обеспечивают подготовку дайвера начиная с первого шага и вплоть до профессионального уровня. начального уровня до профессионального.
Сегодня CMAS имеет более чем 130 членов, которые представляют более 3 миллионов подводников.

## История
22 февраля 1952 года в составе Международной конфедерации спортивной рыбной ловли создан Комитет подводного спорта («Comité des Sports Sous-Marins»), который отвечал за развитие подводной охоты. CMAS возник на его основе и стал его правопреемником в связи с необходимостью координации подводной деятельности и спорта на мировом уровне.
28 сентября 1958 года, делегаты из федераций Бельгии, Бразилии, Греции, Италии, Монако, Португалии, США, Федеративной республики Германия, Франции, Швейцарии и Югославии провели встречу в Брюсселе, целью которой было создание международной федерации объединяющей все подводные дисциплины и виды подводной деятельности. Идея была воспринята общественностью.
С 9 по 11 января 1959 года в Монако делегатами из 15 стран создана Всемирная конфедерация подводной деятельности. Первым президентом стал Жак-Ив Кусто, который участвовал в качестве делегата от Монако. Париж стал центром конфедерации, выбранного из трех кандидатов: Монако, Рим и Париж. Из 14 членов в январе 1959 года число членов выросло до 38 к 1965 года.
В 1964 году в Генуе проходил III конгресс КМАС , в котором приняли участие делегаты из 30 стран и приняли Декларацию, в которой Всемирная федерация протестует против загрязнения мирового океана, объявляет мировой океан свободным, неделимым и принадлежащим всему человечеству, без преимуществ на его использование для какой-либо одной страны, как бы ни был высок уровень развития ее техники и так же  решили создать Научный комитет .
12—17 октября 1986 года CMAS, в соответствии с пунктом Устава, признан Международным олимпийским комитетом.

## Деятельность
В настоящее время основной функцией CMAS является координирующая роль в области подводного спорта. CMAS является международной федерацией, представляющей подводный спорт, и единственной организацией, имеющей право создавать, развивать и закрывать дисциплины подводного спорта.
Дисциплины подводного спорта, признанные CMAS:
- акватлон;
- апноэ;
- дайвинг;
- подводное ориентирование;
- плавание в ластах;
- подводная охота;
- подводный хоккей;
- подводная фотосъемка;
- подводное регби.

Подводный спорт на данный момент не входит в программу Олимпийских игр, но признан Международным олимпийским комитетом. CMAS ведет деятельность и в сфере рекреационного дайвинга. CMAS стал одной из первых организаций, объединившей дайверов-любителей и подготовившей программы и генеральные стандарты для их обучения.

## Структура
Однако CMAS представляет собой конфедерацию, объединяющую национальные федерации разных стран, которые являются равноправными членами и имеют право устанавливать и разрабатывать свои национальные стандарты и программы обучения, не противоречащие генеральным стандартам CMAS.

Система образования в CMAS

Основными структурными подразделениями CMAS являются спортивный научный и технический комитет.
Спортивный комитет
Спортивный комитет отвечает за деятельность в области спорта.
Научный комитет
Научный комитет отвечает деятельность в сфере науки.
Технический комитет
Технический комитет отвечает за деятельность в области рекреационного и технического дайвинга.
Правом голоса в всех комитетах CMAS со стороны России обладает Федерация подводного спорта России.
Множество дайв-центров CMAS расположено во всех курортных зонах мира. Удостоверения CMAS всех ступеней признаются и дайв-центрами во всех без исключения странах.

### Члены
В конфедерацию входят более 130 организаций из различных стран. Членами CMAS могут быть национальные федерации, национальные объединения и национальные некоммерческие организации, аффилированные в одном или нескольких комитетах CMAS. Основной федерацией является федерация, аффилированная в области спорта и имеющая право голоса в спортивном комитете. В России такой федерацией является Федерация подводного спорта России (ФПСР).

### Совет директоров
Совет директоров CMAS состоит из исполнительного комитета:
- президент — Анна Аржанова (Россия)
- генеральный секретарь — Хассан Баккуш (Тунис)
- вице-президент — Хавьер Дуран Солер (Испания)
- президент научного комитета — Ральф Шилль (Германия)
- президент спортивного комитета — Илиас Ксиаркос (Греция)
- президент технического комитета — Жан Рондиа (Бельгия)
- казначей — Ален Жермен (Франция)

и четырнадцати членов[обновить данные]:
- Симон Элкхури (Ливия)
- Самех Эль-Шазли (Египет)
- Жоакин Роберту Периш Арменту (Португалия)
- Михаэль Френцель (Германия)
- Наталья Гречихина (Кыргызстан)
- Жозе Рикарду (Португалия)
- Бьян До Ли (Южная Корея)
- Невен Лукас (Хорватия)
- Клаудио Нолли (Италия)
- Инкилап Обрук (Турция)
- Божана Остожич (Сербия)
- Станислав Предко (Украина)
- Ке Су (КНР)
- Сунзи Йосизава (Япония)